# 四川足球俱樂部
四川足球俱乐部，是在原四川冠城解散后，由四川省体育局于2006年2月所成立的全新的足球俱乐部。由曾在四川全兴效力的前国脚翟飙担任四川足球俱乐部的首任主教练，球队一直没有主赞助商赞助，俱乐部由四川省足协作为新俱乐部的股东，出资210万人民币，而四川省体育产业开发公司则以90万人民币入股。
这支寄托四川球迷希望的年轻的四川足球俱乐部补充了众多四川十运男足球员，球队参加了2006赛季的中国足球乙级联赛，获得了南区第五名的成绩，未能进入决赛阶段比赛。
2007年9月14日，俱乐部由四川省足协单一经营转变成了一家股份制俱乐部，在中国足球乙级联赛获得了亚军，升級到中国足球甲级联赛。2008年，球队将主场迁至南充市体育中心。2009年，面临很大资金困境的球队将主场迁移到了租金低廉的四川大学校内的体育场。因为出现资金困境，川足请不起外援，联赛上半程只能以全华班参赛中甲，最终不幸降级。
2009年底，球队迁到都江堰市，主场也设在都江堰市凤凰体育中心。2010年乙级联赛伊始，川足在前几轮还能高歌猛进，一度排在南区榜首，但随后因收入等原因，球员大量流失，以致到联赛后半段，川足在几无球员可用下最终只取得南区第4名未能进入决赛阶段的比赛，在2010年乙级联赛结束后，球队因缺钱缺人一度面临解散。
2011年4月，俱乐部一分为二，球队的投资方美联蜀宣布放弃投资球队，与四川省足协另外合建四川全运队，以“四川足球俱乐部川大队”之名参加乙级联赛；而原球队主要人员得到西安一家企业的投资，成立了新的四川都江堰欣宝足球俱乐部，也参加乙级联赛。